# David Andersson i Brännarp
David Andersson (i riksdagen kallad Andersson i Brännarp), född 15 februari 1798 i Slättåkra socken i Hallands län, död 7 april 1879 i Steninge församling i Hallands län, var en svensk bonde och riksdagsman.

## Biografi
David Andersson hade tidigare varit inspektor på Fröllinge säteri. Han gifte sig på 1830-talet med en hushållerska och köpte frälsehemmanet Brännarp 3 i Rävinge socken. David Andersson blev den förste bonde i Halland att äga ett frälsehemman efter 1835 års grundlagsändring. År 1856 sålde han sitt hemman och flyttade därefter till Steninge socken och slutligen till Halmstad. År 1840 utmanade han Anders Svensson i Uppnora om dennes riksdagsplats Hallands södra domsaga och vann striden; Anders Svensson försökte 1844 återvinna sin riksdagsplats men förlorade då på nytt. År 1847 förlorade han riksdagsvalet efter en hård strid mot Magnus Hallberg i Gräsryd men återtog 1850 riksdagsplatsen och behöll den även 1853 och 1856, men förlorade 1858 valet mot Carl Ifvarsson.
I riksdagen ivrade David Andersson för att rior skulle införas för torkning av spannmål och för införande av premier för kreatursskötsel och skogsplantering. Till skillnad från många andra av bondeståndets ledamöter stödde han även inrättandet av de tidiga lantbruksskolorna, de så kallade rättareskolorna. Han stod i gott förhållande till Bengt Gudmundsson och följde denne i hans åsikter i representationsfrågan. Under en av Bengt Gudmundssons sjukdomsperioder 1853 utsågs David Andersson till elektor vid utskottsvalen och försökte då förgäves ordna så att Bengt Gudmundsson skulle få överta uppdraget om han tillfrisknade. Han kämpade hårt mot den utsocknes frälsejordens inlemmande i roteringen. Han kämpade även hårt för att staten skulle gå in och ge anslag för att hindra utbredningen av flygsanden i Halland; något som slutligen blev genomdrivet 1860. Precis som Bengt Gudmundsson kämpade David Andersson för att rädda husbehovsbränningen. Han var dock inte särskilt engagerad, då han själv inte brände eller drack brännvin.